# Optics Letters
Optics Letters (Kurzbezeichnung nach ISO 4: Opt. Lett., häufig auch als OL abgekürzt) ist eine wissenschaftliche Fachzeitschrift mit Peer-Review, die seit 1977 existiert und von der Optical Society (OSA, früher Optical Society of America) herausgegeben wird.
Die Artikel in Optics Letters erscheinen ausgabenunabhängig online; die Zeitschriftenausgaben erscheinen vierzehntäglich am 1. und 15. jedes Monats, und zwar sowohl online als auch als Printausgabe.
Der thematische Bereich der Artikel in Optics Letters umfasst originäre Forschung aus allen Bereichen von Optik und Photonik. Die Länge der Artikel ist auf vier Seiten begrenzt.
Mit einem Impact Factor (IF) von 3,866 für das Jahr 2018 nimmt die Zeitschrift in der Statistik der Journal Citation Reports (JCR) den sechzehnten Platz unter 95 Journalen im Themenbereich Optik ein. Die Platzierung hat sich damit im Lauf der letzten Jahre deutlich verschlechtert; für das Jahr 2000 hatte die Zeitschrift in ihrem Themenbereich noch den dritthöchsten IF unter damals 57 Titeln. Bezüglich der absoluten Zitationszahlen steht das Journal mit 70.631 Zitaten aus dem Jahr 2018 aber immer noch an dritter Stelle der in den JCR verzeichneten Optik-Zeitschriften und auf Platz 12 unter den dort erfassten 320 Physik-Zeitschriften.
Wissenschaftlicher Herausgeber von Optics Letters ist Xi-Cheng Zhang von der University of Rochester (USA); seine Stellvertreter sind Carsten Rockstuhl vom Karlsruher Institut für Technologie (Deutschland), Andrea Galtarossa von der Universität Padua (Italien) und Edward Whittaker vom Stevens Institute of Technology (USA).